# Albin Kožuch
Albin Kožuch (ur. 17 lutego 1924 w Palkovicach, pow. Frydek-Mistek) – pułkownik służby bezpieczeństwa CSRS StB, szef przedstawicielstwa FMSW CSRS w Polsce.

## Przebieg służby
Zasadniczą służbę wojskową odbył w latach 1946-1948. Do służby w SNB został przyjęty w 1950, skąd przeszedł do StB gdzie pełnił funkcje, m.in. funkcjonariusza Zarz. Woj. Stb w Hradec Králové (1950), i z-cy nacz. Wydziału/nacz. 3 Wydziału w Zarz. Woj. MSW w Ostrawie (1950-1958). Studiował w szkole operacyjnej w ZSRR (1958-1959). Ponownie zatrudniony w charakterze nacz. wydziału/z-cy kmdta w ZW MSW w Ostrawie (1959-1963), następnie został przeniesiony do centralnego aparatu służby pełniąc m.in. funkcję z-cy nacz. III Zarządu MSW (1963-1964) i z-cy Zarządu Kontrwywiadu MSW - II Zarządu MSW (1964-1965). Ukończył roczny kurs polityki kulturalnej przy Wyższej Szkole Korpusu Bezpieczeństwa Publicznego (Vysoká škola Sboru národní bezpečnosti) w Pradze (1965-1966), po czym był z-cą nacz. II Zarządu MSW (1966), nacz. 7 wydziału II Gł. Zarządu StB (1966-1968), nacz. sekcji 1 wydz. 6 II Gł. Zarządu StB (1968-1969), p.o. nacz. VC Gł. Zarządu StB MSW (1969), z-cy nacz. tegoż wydziału (1969-1970), nacz. wydziału wewn. sprawozdawczości StB MSW (1970-1971), nacz. 3 Wydziału II Zarządu Federalnego MSW (1971-1974), nacz. 5 wydziału X Zarządu FMSW (1974-1975). Ponownie studiował w ZSRR, tym razem w Wyższej Szkole KGB (Высшая школа КГБ СССР им. Ф. Э. Дзержинского) w Moskwie (1975-1980). Pełnił funkcję przedstawiciela MSW CSRS w Polsce, zalegalizowanego w charakterze I sekretarza ambasady Czechosłowacji w Warszawie (1980-1981). W tymże roku przeszedł też na emeryturę.
Członek Komunistycznej Partii Czechosłowacji (KPCz) od 1945.

## Uzyskiwane stopnie wojskowe
Chronologia uzyskiwanych stopni: sierżant sztabowy (1952), st. sierż. sztab. (1952), ppor. (1953), por. (1954), nadpor. (1954), kpt. (1958), mjr. (1961), ppłk. (1967), płk. (1975).